# 李军华
李军华（1962年8月—），中华人民共和国政治人物、外交官。现任联合国主管经济和社会事务的副秘书长。

## 生平
1985年，进入中华人民共和国外交部工作，先后在外交部国际司、常驻联合国亚太经社委会代表处、常驻联合国代表团任职。2001年，任外交部国际司处长，后升任参赞兼处长。2003年，任常驻联合国代表团参赞，后升公使衔参赞。2008年，担任外交部国际司副司长。2010年，接替叶大波，担任中华人民共和国驻缅甸大使。2013年2月，担任外交部国际司司长。2019年，接替李瑞宇，出任中华人民共和国驻意大利大使兼驻圣马力诺大使。
2022年7月接替刘振民出任聯合國經濟和社會事務部副秘书长。